# مينا يورغنسن
مينا يورغنسن (بالدنماركية: Minna Jørgensen)‏ هي ممثلة دنماركية، ولدت في 22 ديسمبر 1904 في كوبنهاغن في الدنمارك، وتوفيت في 25 فبراير 1975.

## وصلات خارجية
- مينا يورغنسن على موقع IMDb (الإنجليزية)
- مينا يورغنسن على موقع قاعدة بيانات الأفلام السويدية (السويدية)
- مينا يورغنسن على موقع قاعدة بيانات الفيلم (الإنجليزية)
- مينا يورغنسن على موقع كينوبويسك (الروسية)